# Simpsonovi (franšíza)
Simpsonovi jsou americká animovaná komediální mediální franšíza, jejímiž hlavními postavami jsou členové stejnojmenné rodiny, kterou tvoří tvoří Homer, Marge, Bart, Líza a Maggie. Simpsonovi vytvořil karikaturista Matt Groening pro sérii krátkých animovaných filmů, které debutovaly v pořadu The Tracey Ullman Show na televizní stanici Fox dne 19. dubna 1987. Po třech odvysílaných řadách se ze skečů stal seriál Simpsonovi. Tento seriál, jehož díly jsou přibližně 20 minut dlouhé, vysílaný v hlavním vysílacím čase, se stal jedním z prvních velkých hitů televize Fox a mezi lety 1989–1990 se jako první pořad vysílaný na stanici Fox dostal do první třicítky hodnocení sledovanosti. Popularita seriálu z něj udělala miliardovou merchandisingovou a mediální franšízu. Vedle hlavního seriálu se postavy ze Simpsonových objevily v různých dalších médiích, včetně filmů, knih, komiksů, časopisů, hudebních vydání, ale například i na oblečení nebo suvenýrech a Simpsonovými byly inspirovány také hračky, společenské hry či videohry. Zboží se Simpsonovými zaznamenalo velký prodejní úspěch. Jen během prvních 2 let prodeje bylo po celém světě prodáno zboží za 2 miliardy dolarů a v roce 2003 obdrželo licenci na používání postav ze Simpsonových ve své reklamě asi 500 společností po celém světě, což z něj podle Petera Byrna, výkonného viceprezidenta společnosti Fox, činí vůbec nejúspěšnější franšízu společnosti Fox.

## Pozadí

### Vznik
Matt Groening vymyslel myšlenku pro Simpsonovy v kanceláři Jamese L. Brookse. Brooks, producent pořadu The Tracey Ullman Show, chtěl použít řadu animovaných filmů jako vsuvky mezi skeče. Groening byl požádán, aby vytvořil sérii krátkých animovaných filmů. Měl v úmyslu představit svou sérii Life in Hell (česky doslova Život v pekle). Když si však uvědomil, že animace této série by od něj vyžadovala zrušení práv na zveřejnění jeho celoživotního díla, rozhodl se jít jiným směrem. V rychlosti načrtl svou verzi nefunkční rodinky a postavy pojmenoval podle své vlastní rodiny.

### Příběh
Příběh Simpsonových se odehrává ve fiktivním americkém městě Springfield bez jasných zeměpisných souřadnic nebo jakéhokoliv jiného jasného záchytného geografického údaje, podle kterého by se dalo jednoznačně určit, ve kterém státě USA se Springfield nachází, ačkoliv se v některých dílech objevují nejrůznější, většinou však nejasné, náznaky. Název Springfield byl vybrán právě proto, že se jedná o jeden z nejčastějších názvů měst ve Spojených státech. V Simpsonových se objevují standardní prvky situační komedie neboli „sitcomu“. Seriál satiricky pojednává o americké rodině střední třídy a jejím životě v typickém americkém městě. Díky tomu, že se jedná o animovaný seriál, je však rozsah Simpsonových větší než u běžného sitcomu. Město Springfield a jeho nejbližší okolí tvoří kompletní fikční svět, kde se odehrává většina příběhů, ve kterých mohou postavy zkoumat nejrůznější problémy, kterým čelí moderní společnost, včetně politiky nebo náboženství. Scenárista a producent Al Jean v rozhovoru připustil, že Simpsonovi „jsou liberálně naklonění“, ale zabývají se celým politickým i náboženským spektrem.

#### Hlavní postavy
Hlavními postavami seriálu je rodina Simpsonových. Simpsonovi jsou rodina, která bydlí na adrese 742 Evergreen Terrace ve Springfieldu. Přestože je rodina nefunkční, mnoho epizod zkoumá jejich vzájemné vztahy a často vychází najevo, že jim na sobě záleží.
- Homer Simpson – V původním znění jej namlouvá Dan Castellaneta, do češtiny jej do 12. řady daboval Vlastimil Bedrna, poté ho kvůli prodělané mozkové mrtvici nahradil Vlastimil Zavřel.[13] Homer je otcem rodiny Simpsonových. Ztělesňuje několik amerických stereotypů dělnické třídy: je hrubý, nekompetentní, nemotorný, bezmyšlenkovitý, hraniční alkoholik a má nadváhu.[14] Homer se stal jednou z nejvlivnějších fiktivních postav vůbec.[15] Jeho typický naštvaný výkřik „D'oh!“ byl dokonce v roce 2001 zařazen do Oxfordského slovníku angličtiny.[16]
- Marge Simpsonová – Anglický hlas jí propůjčuje Julie Kavnerová, v českém znění ji dabuje Jiří Lábus.[13] Marge je dobromyslná a mimořádně trpělivá manželka Homera a matka Barta, Lízy a Maggie.[17] Na jejím vzhledu je nejpozoruhodnější její výrazný vysoký modrý účes, který byl inspirován filmem Frankensteinova nevěsta a stylem, který nosila matka Matta Groeninga v 60. letech, ačkoli její vlasy nikdy nebyly modré.[18][19]
- Bart Simpson – V původním znění jeho postavu mluví Nancy Cartwrightová, do češtiny jej dabuje Martin Dejdar.[13] Bart má 10 let a je tak nejstarším dítětem v rodině. Nejvýznamnějšími rysy Barta jsou jeho zlomyslnost, vzpurnost, neúcta k autoritám a smysl pro humor. Jméno „Bart“ je v angličtině anagramem slova „spratek“ („brat“).[20] Zejména v prvních dílech byl Bart často velmi vzpurný a mnohokrát unikl bez trestu, což vedlo skupiny některých rodičů a konzervativní mluvčí k přesvědčení, že poskytuje špatný vzor pro děti. To přimělo tehdejšího amerického prezidenta George H. W. Bushe oznámit: „Budeme se i nadále snažit posilovat americkou rodinu. Aby se více podobali Waltonovým a méně Simpsonovým.“[21] Během prvních dvou řad byl Bart nejvýraznější postavou celého seriálu. Kolem roku 1990 vznikla kolem Barta velká mánie, anglicky nazývána jako „Bartmania“ (česky doslova „Bartmánie“ nebo „Bartománie“), která velkou mírou přispěla k popularitě celého seriálu.[22][23][24][25] V roce 1998 časopis Time umístil Barta na 46. pozici v seznamu 100 nejvlivnějších lidí 20. století, čímž se stal jedinou fiktivní postavou, která se dostala na tento seznam.[26]
- Líza Simpsonová – V původním znění ji namlouvá Yeardley Smithová, v českém znění ji do 27. řady dabovala Helena Štáchová,[13] po jejím úmrtí ji nahradila Ivana Korolová.[27][28] Líza je starší dcera a prostřední dítě rodiny. Je velmi inteligentní osmiletá dívka, a se svým IQ 159 je jednou z nejinteligentnějších postav v seriálu.[29] Lízino politické přesvědčení je obecně sociálně-liberální.[30] Ve skečích vysílaných v rámci The Tracey Ullman Show byla Líza spíše ženská obdoba Barta – stejně šibalská, avšak postupem času se z ní stávala inteligentnější a mentálně vyspělejší postava.[31] Líza je vegetariánka,[32] buddhistka[33] a zajímá se o společenské, ekologické a vědecké problémy.[29][34]
- Maggie Simpsonová – Maggie je nejmladší členkou pětičlenné rodiny Simpsonových. Součástí rodiny je již od skečů v The Tracey Ullman Show, kde byla poměrně prominentní postavou, postupem času se z ní však stala nejméně výrazná postava z celé rodiny,[35] občas však překvapí nečekanými věcmi, například když zachránila Homerovi život nebo postřelila pana Burnse.[36] Zato jsou jí věnovány některé krátké filmy, Simpsonovi: Maggie zasahuje, Maggie Simpsonová v „Rande s osudem“ a Maggie Simpsonová v „Síla se probouzí po šlofíku“, kde je hlavní postavou.[37][38] Velmi vzácně v dílech také mluví, ačkoliv většinou řekne jen jedno nebo pár slov.[36]

## Televize

### SkečeSimpsonových(1987–1989)
Krátké skeče Simpsonových byly poprvé vysílány v rámci pořadu The Tracey Ullman Show dne 19. dubna 1987 a staly se jeho pravidelnou součástí po tři řady. V prvních dvou řadách byly skeče rozděleny na tři nebo čtyři části, ale ve třetí řadě již byli vysílány dohromady jako jeden příběh. Celou rodinu a příběhy pro krátké skeče vytvořil Matt Groening. Rodina byla nakreslena spěšně a Groening předal tyto základní náčrty animátorům v domnění, že je vylepší, ale animátoři Groeningovy náčrty přesně napodobili. Animace byla vyrobena ve společnosti Klasky Csupo, přičemž animátory pro první řadu byli Wesley Archer, David Silverman a Bill Kopp, pro zbylé dvě řady animovali už jen Archer a Silverman. Koloristou byl Georgie Peluse a právě on rozhodl, že postavy budou žluté.
Všichni herci, kteří namluvili postavy ve skečích, u své role zůstali i v seriálu. Kromě pětičlenné rodiny Simpsonových se ve skečích objevili také Šáša Krusty a Abraham Simpson, Homerův otec a dědeček Barta a Lízy. Homera, Šášu Krustyho i dědu Simpsona si vzal na starost Dan Castellaneta. Producenti usoudili, že je to lepší, než platit více herců. Postavu Marge si vzala Julie Kavnerová, Barta namluvila Nancy Cartwrightová a Líze hlas propůjčila Yeardley Smithová.
Skeče Simpsonových nebyly nikdy vysílány v Česku, s výjimkou prvního dílu Good Night, který byl později znovu odvysílán v rámci Slavnostní epizody v 7. řadě seriálu Simpsonovi i s českým dabingem.

### Simpsonovi(1989–současnost)
V roce 1989 tým produkčních společností společnosti Klasky Csupo upravil Simpsonovy do seriálu pro Fox Broadcasting Company, jehož jeden díl má délku kolem 20 minut. Simpsonovi jako samostatný seriál měli premiéru dne 17. prosince 1989 odvysíláním vánočního speciálu Vánoce u Simpsonových, 7 měsíců po premiéře posledního skeče v rámci The Tracy Ullman Show. Prvním vyrobeným dílem v rámci samostatného seriálu byl Hezkej večer, ale kvůli problémům s animací byl premiérově odvysílán až v květnu 1990, jako poslední z první řady. S vyčleněním Simpsonových do samostatného seriálu se také velmi výrazně rozšířil počet pravidelně účinkujících hlavních i vedlejších postav. V původním znění byl dabingový tým rozšířen o Harryho Shearera a Hanka Azaria v hlavních rolích a vedlejší postavy začali dabovat Pamela Haydenová, Tress MacNeillová, Marcia Wallaceová, Maggie Roswellová a Russi Taylorová. Od roku 1999 do roku 2002 daboval postavy Maggie Roswellové Marcia Mitzman Gaven. V menších rolích se objevil také Karl Wiedergott, který však nedaboval žádné postavy s pravidelným výskytem. Jako pravidelní hosté začali účinkovat také Albert Brooks, Phil Hartman, Jon Lovitz, Joe Mantegna a Kelsey Grammer.
Simpsonovi se stali prvním televizním seriálem stanice Fox, který se zařadil mezi 30 nejlépe hodnocených pořadů sezóny. Dne 9. února 1997 Simpsonovi předčil Flintstoneovi dílem Představují se Itchy, Scratchy a Poochie jakožto nejdelším dílem animovaného seriálu vysílaném v hlavním vysílacím čase ve Spojených státech. V roce 2004 se Simpsonovi také stali vůbec nejdelším sitcomem v USA, kdy svými tehdy 15 odvysílanými řadami a 15 lety fungování předčili The Adventures of Ozzie and Harriet (1952–1966). V březnu 2021 dosáhl seriál v 32. řadě svého 700. dílu a aktuálně bylo v USA odvysíláno již 775 dílů v celkem 36 řadách.
Charakteristickými znaky seriálu jsou jeho úvodní znělka (včetně scénky s tabulí a gaučového gagu) a píseň, kterou zkomponoval Danny Elfman v roce 1989, speciální čarodějnické díly (anglicky Treehouse of Horror), vizuální gagy, kulturní odkazy a fráze, jako je Homerův naštvaný výkřik „D'oh!“, Bartovo „¡Ay, caramba!“ nebo Burnsovo „výtečně“ (anglicky „excellent“).

#### Crossovery
Dalším typickým prvkem Simpsonových jsou tzv. crossovery, tedy propojení jednoho seriálu (knihy, komiksu, hry…) s prvky jiného, kterými může být například příběh, typická scéna pro daný seriál, postava, místo nebo celý fikční svět. V mnoha dílech se objevují kulturní odkazy na místa, dějové linie nebo postavy z jiného příběhu, v podobě pouhé zmínky. V několika dílech je však spojení výraznější, například díl využívá  postava se v díle jen nemihne v pozadí, ale vyskytne se v něm opakovaně, má vliv na vývoj děje nebo se propojí celé fikční světy. Příklady takových dílů jsou Simpsorama, 24 minut, Suď mě něžně, Zrodila se hvězda, Muž, který věděl příliš mnoho nebo Život v kostce. Příkladem crossoveru se Simpsonovými, který není přímo jejich součástí je pak díl seriálu Griffinovi s názvem Griffinovi ve Springfieldu.